# ديفيد الباي
ديفيد الباي هو منتج تلفزيوني وممثل كندي، ولد في 6 أكتوبر 1980 بتورونتو في كندا.

## أعمال

### مسلسلات
- أسرة تيودور
- كوانتيكو
- من

## وصلات خارجية
- ديفيد الباي على موقع IMDb (الإنجليزية)
- ديفيد الباي على موقع ألو سيني (الفرنسية)
- ديفيد الباي على موقع أول موفي (الإنجليزية)
- ديفيد الباي على موقع قاعدة بيانات الأفلام السويدية (السويدية)
- ديفيد الباي على موقع قاعدة بيانات الفيلم (الإنجليزية)
- ديفيد الباي على موقع كينوبويسك (الروسية)